# Aleksandra Dulkiewicz
Aleksandra Maria Dulkiewicz (Danzica, 10 luglio 1979) è un'avvocata e politica polacca, sindaco di Danzica dall'11 marzo 2019.

## Biografia
Nata a Danzica nel 1979 ha concluso gli studi nel 2006, laureandosi in legge presso l'Università di Danzica e studiando, dal 2004 al 2005, presso l'Università di Salisburgo.
Dopo aver partecipato alla campagna elettorale del sindaco di Varsavia, Hanna Gronkiewicz-Waltz, ha iniziato a lavorare nel municipio cittadino al fianco del suo predecessore, Paweł Adamowicz, lavorando inoltre presso il Centro Europeo Solidarność e presso l'agenzia dello sviluppo economico di Danzica.
Nel 2010 e nel 2014 è stata eletta come consigliere comunale di Danzica per Piattaforma Civica, servendo dal 2017 al 2019 come vicesindaco della città. In seguito all'omicidio di Adamowicz il 14 gennaio 2019, è stata dichiarata sindaca pro-tempore fino alle elezioni, che l'hanno promossa con l'82% delle preferenze.

## Vita privata
Aleksandra Dulkiewicz ha una figlia, Zofia, nata nel 2008; non è sposata.